# Noticastrum diffusum
Noticastrum diffusum es una especie de hierba perenne. Es una hierba endémica de Brasil, Argentina y Uruguay, que suele crecer al costado de los caminos. Florece en verano. Fue descrita por primera vez por Cabrera en 1974.